# Sebastian Krüger

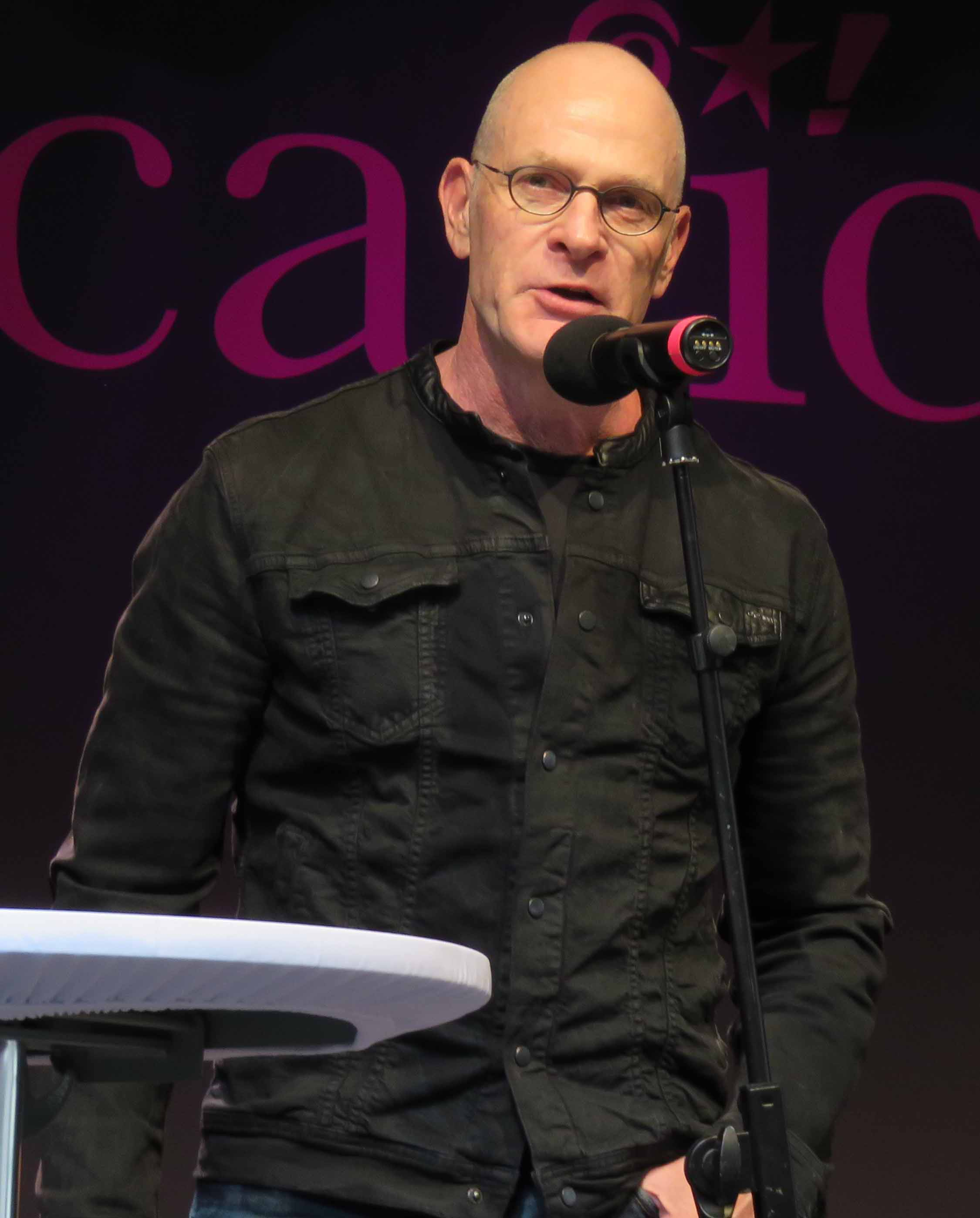

Sebastian Krüger (Hamelin, 30 de junio de 1963) Pintor alemán.

## Biografía
Tras estudiar pintura libre con el profesor Dörfler en la facultad de Bellas Artes de la Universidad de Braunschweig, se forjó una gran reputación como diseñador de numerosas portadas para la prensa alemana y del extranjero como ilustrador y diseñador de varias carátulas de discos. Posteriormente, renunció a los encargos comerciales para dedicarse por entero a la pintura. En los últimos años, se ha convertido en uno de los más destacados exponentes del Nuevo Realismo Pop. Anteriormente, había sido definido como "caricaturista de celebrities". Destacan sus retratos de The Rolling Stones, clientes de Krüger y con quienes mantiene amistad. En e-bay se han subastado retratos suyos de la banda de rock por más de 1,1 millones de euros. Durante sus veinticinco años de producción artística, ha permanecido fiel a los postulados del Nuevo Arte Pop. Sus obras se recrean de forma lúdica en el trampantojo, en la interacción entre las poses de las figuras y su identidad, entre ficción y autenticidad.
El artista vive y trabaja cerca de Hanover y en California. Su principal medio es la pintura acrílica y sus pinturas son hiperrealistas en los detalles, pero también extremadamente grotescas en su distorsión. Es muy conocido por sus representaciones realistas de Keith Richards.